# Barbara Bertelsen
Barbara Beatrice Bober Bertelsen (født 24. september 1973) er en dansk jurist og højtstående embedsmand. Hun er nuværende departementschef i Statsministeriet og dermed den højest placerede embedsmand i centraladministrationen. Hun er den første kvinde til at beklæde denne stilling og således den højest rangerende kvindelige embedsmand i danmarkshistorien.
Bertelsen har tidligere beklædt en række ledende stillinger i den danske centraladministration, navnlig i Justitsministeriet, hvor hun var departementschef fra 2015 til 2020 under fire forskellige justitsministre.
Bertelsen blev udnævnt til departementschef i Statsministeriet i 2020 efter Mette Frederiksens valgsejr ved folketingsvalget i 2019. Hendes indledende arbejde omfattede især Frederiksens styrkelse af Statsministeriet, og hun spillede en central rolle i ministeriets organisatoriske udvidelse, som havde til formål at øge ministeriets operationelle effektivitet samt politiske magt. Bertelsens lederskab under COVID-19-pandemien tiltrak særlig opmærksomhed, idet hun tidligt iværksatte omfattende og målrettede krisehåndterende foranstaltninger. Hendes ledelsesstil, præget af detailstyring og direkte kommunikation, har mødt både ros og hård kritik. I forbindelse med beslutningsprocessen vedrørende aflivningen af alle danske mink i 2020 modtog hun en tjenstlig advarsel for at have fremskyndet forvaltningsprocesser, som førte til brud på centrale embedsmandspligter; denne disciplinære sanktion blev dog senere tilbagekaldt.

## Opvækst og uddannelse
Barbara Beatrice Bertelsen blev født den 24. september 1973 i København som datter af Boye Lennart Bertelsen og Vivian Kamp. Hendes forældre var læger, og familien flyttede til Esbjerg, da hun var halvandet år gammel. Efterfølgende boede familien i Hjerting og flyttede senere til Sønderho på Fanø. Hun har en lillebror.
Bertelsen nedstammer på sin fars side fra den danske landmandsslægt Dornonville de la Cour, der indvandrede fra Frankrig som huguenotter.
Bertelsen blev student fra Esbjerg Statsskole i 1992. I 1998 blev hun cand.jur. fra Aarhus Universitet.

## Karriere

### Tidlige karriere
Barbara Bertelsen begyndte sin karriere som embedsmand umiddelbart efter sin eksamen fra Aarhus Universitet i 1998, hvor hun først var fuldmægtig i Justitsministeriets politikontor og lovteknikkontor fra 1998 til 2000. I denne periode havde hun også sideløbende stillinger, det første år som politifuldmægtig ved Roskilde Politi og det efterfølgende år som statsadvokatfuldmægtig ved Statsadvokaten for Sjælland.
Fra 2001 til 2003 var Bertelsen udlånt fra Justitsministeriet til Statsministeriet, hvor hun arbejdede som fuldmægtig på indenrigsområdet. I denne periode var hun medlem af det såkaldte Retsinformationsråd, som havde til opgave at koordinere statens juridiske databaser. Fra 2003 til 2006 vendte hun tilbage til Justitsministeriet, hvor hun var fuldmægtig i strafferetskontoret. Samtidig fungerede hun fra 2003 til 2005 som sekretær for visionsudvalget vedrørende fremtidens politi.
Bertelsen gjorde fremskridt i sin karriere og blev fra 2007 til 2008 ansat som chefkonsulent og souschef i Justitsministeriets politikontor. Efterfølgende blev hun forfremmet til kontorchef for politikontoret, og besad stillingen fra 2008 til 2009. Fra 2009 til 2010 skiftede hun til Planlægnings- og Udviklingskontoret, også som kontorchef, og endeligt var hun fra 2010 til 2012 kontorchef for det mere indflydelsesrige Økonomikontor i Justitsministeriet.
I løbet af disse ansættelser spillede Bertelsen en nøglerolle i gennemførelsen af det, der er blevet beskrevet som den mest omfattende reform af dansk politi i nyere tid. Hun arbejdede tæt sammen med forskellige justitsministre, herunder Lene Espersen og Brian Mikkelsen fra Det Konservative Folkeparti.
I 2012 tiltrådte Bertelsen som vicedirektør i den nyoprettede Moderniseringsstyrelse, der efterfulgte Personalestyrelsen under Finansministeriet. I hendes embedsperiode fik Moderniseringsstyrelsen ry for sine strenge budgetforanstaltninger. I Moderniseringsstyrelsen stod Bertelsen i spidsen for arbejdsgiversøjlen og videreførte i praksis det tidligere Personalestyrelses arbejde. Hun repræsenterede derfor regeringen i forhandlinger med statsansatte i forbindelse med kollektive overenskomster. Efter sigende spillede Bertelsen også en central rolle i regeringens indgreb under den danske lærerlockout i 2013, hvor hun arbejdede tæt sammen med daværende beskæftigelsesminister Mette Frederiksen.
Fra 2000 til 2007 var Bertelsen undervisningsassistent i familie- og arveret på Det Juridiske Fakultet hos Københavns Universitet.

### Departementschef i Justitsministeriet
I februar 2015 hentede den nyudnævnte justitsminister Mette Frederiksen Barbara Bertelsen ind som ny departementschef i Justitsministeriet. Bertelsen skulle have tiltrådt sin nye stilling mandag den 16. februar, men blev tvunget til at starte med det samme på grund af terrorangrebene på kulturcentret Krudttønden og Københavns Synagoge den 14. februar 2015. Sammen med Frederiksen foretog Bertelsen en grundig gennemgang og revurdering af Danmarks antiterrorstrategier. Derudover igangsatte hun en betydelig omstrukturering af ministeriets ledergruppe.
Bertelsens tid under Frederiksen blev dog kort. Fem måneder efter hendes udnævnelse skete der et regeringsskifte som følge af folketingsvalget i 2015, hvor Søren Pind overtog posten som justitsminister. Bertelsen havde et tæt samarbejde med både Pind og hans efterfølger, Søren Pape Poulsen.

### Departementschef i Statsministeriet
I 2020, efter Mette Frederiksens valgsejr i 2019, blev Barbara Bertelsen udnævnt til departementschef i Statsministeriet. Hun er den første kvinde til at beklæde denne stilling og dermed den højest placerede kvindelige embedsmand i dansk forvaltningshistorie.
Hendes stilling som Statsministeriets departementschef gør hende desuden til statsrådssekretær, og hun er den eneste embedsmand, der deltager i statsrådsmøder. Udover de formelle opgaver, der er knyttet til en departementschef, varetager Statsministeriets departementschef også vigtige forfatningsmæssige opgaver under et regeringsskifte, hvor vedkommende assisterer den afgående statsminister samt hjælper den kongelige undersøger, udpeget af monarken til at undersøge mulighederne for dannelsen af en koalitionsregering. Under denne overførsel og omorganisering af den udøvende magt fører departementschefen tilsyn med fortsættelsen af regeringsansvaret, en opgave, som Bertelsen påtog sig efter folketingsvalget i 2022.
Barbara Bertelsens tid som departementschef faldt sammen med statsminister Mette Frederiksens bestræbelser på at udvide og styrke ministeriet. Denne udvidelse havde til formål at styrke statsministeriets effektivitet og politiske magt.

#### COVID-19 pandemien
Barbara Bertelsen var stærkt involveret i håndteringen af COVID-19-udbruddet i Danmark. Hun udtrykte især bekymring over Sundhedsministeriets og sundhedsmyndighedernes indledende nedtonede reaktioner på virussen og henviste til internationale nyhedsartikler og forskningslitteratur for at understrege situationens alvor. Bertelsens proaktive holdning, der blev bemærket, før virussen nåede Europa, er blevet karakteriseret som atypisk. Specielt hendes bekymring for asymptomatisk smitte og efterfølgende kritik af sundhedsmyndighedernes optimistiske syn på situationen fremhævede hendes minutiøse tilgang til krisestyring. I en skrivelse den 11. februar 2020 formanede hun Sundhedsministeriet om at formidle alt for optimistiske budskaber og sluttede af med sætningen: "Håb er ikke en strategi". Efterhånden som udbruddet skred frem, granskede Bertelsen i stigende grad Sundhedsministeriets kommunikation og konstaterede uoverensstemmelser mellem deres udmeldinger og udviklingen i berørte områder som Italien. Denne ledelsestilgang, der var kendetegnet ved omhyggelig kontrol, detailstyring og bramfri kommunikation, har affødt både ros og voldsom kritik.

#### Minksagen
Bertelsen var en central figur i minksagen. I forbindelse med afhøringen af en række embedsmænd i forbindelse med minksagen blev der fremlagt en række SMS'er, hvor Barbara Bertelsen understreger, at sagen kan "være livsfarlig" for regeringen og opfordrer til, at Fødevareministeriet og Sundhedsministeriet påtager sig ansvaret.
Minkkommissionen konkluderede sammenfattende i dens beretning udgivet den 30. juni 2022, "Kommissionen finder samlet set, at Barbara Bertelsen har begået tjenesteforseelser af en sådan grovhed, at der er grundlag for, at det offentlige søger at drage hende til ansvar i anledning af hendes medvirken til brud på sandhedspligten og legalitetsprincippet i forbindelse med pressemødet den 4. november 2020 og den efterfølgende opretholdelse heraf." Efter Minkkommissionens rapport søgte regeringen råd hos Medarbejder- og Kompetencestyrelsen. Den 24. august 2022 anbefalede de en disciplinær advarsel til Barbara Bertelsen, som statsministeren valgte at acceptere. Advarslen blev dog trukket tilbage i marts 2023 efter at en forhørsledelse i en anden disciplinærsag (mod rigspolitichef Thorkild Fogde) fastslog, at udtalelserne fra november 2020 ikke juridisk kunne klassificeres som en instruks.

## Privatliv
Bertelsen er meget tilbageholdende med at give interviews og holder især sit privatliv for sig selv. Det nævnes dog, at hun er en af deltagerne i en privat bogklub med Dagbladet Informations chefredaktør, Rune Lykkeberg, Politikens litteraturredaktør Jes Stein Pedersen og avisens tidligere chefredaktør Bo Lidegaard. Hun blev gift med Theis Bober i august 2024 i Sønderho Kirke på Fanø med statsminister Mette Frederiksen blandt de fremmødte. I den forbindelse sammenlagde parret deres efternavne til Bober Bertelsen.